# الكأس الأفروآسيوية للأندية 1997
الكأس الأفروآسيوية للأندية 1997 هي النسخة العاشرة من الكأس الأفروآسيوية للأندية الودية ، جمعت المباراة بين فريقي الزمالك المصري وبوهانغ ستيلرز الكوري.
فاز الزمالك بعد التعادل في مجموع اللقائين 2-2 بفضل قاعدة الهدف الاعتباري، ليحقق لقبه الثاني كأكثر الأندية المتوجة بالبطولة الغير مسجلة في الفيفا.

## الفرق
| الفريق        | طريقة التأهل                        | حضور سابق (الخط الغليظ يشير إلى بطل تلك النسخة) |
| ------------- | ----------------------------------- | ----------------------------------------------- |
| بوهانغ ستيلرز | بطل دوري أبطال آسيا 1996            | 0                                               |
| الزمالك       | بطل كأس أفريقيا للأندية البطلة 1996 | 2 (1987، 1994)                                  |

## المباريات

### الذهاب
| بوهانغ ستيلرز                       | 2 - 1 | الزمالك        |
| ----------------------------------- | ----- | -------------- |
| هوانغ سون هونغ 7' · بارك تاي ها 53' |       | طارق مصطفى 77' |

| بوهانغ ستيلرز | الزمالك |

### الإياب
| الزمالك       | 1 - 0 | بوهانغ ستيلرز |
| ------------- | ----- | ------------- |
| محمد صبري 19' |       |               |

| الزمالك | بوهانغ ستيلرز |

## الفائز بالبطولة
(اللقب الثاني)